# 天徳寺 (中津川市)
天徳寺（てんとくじ）は、岐阜県中津川市神坂(湯舟沢)にある臨済宗妙心寺派の寺院。山号は龍福山。本尊は釈迦如来。木曾西国三十三観音霊場三十三番。

## 歴史
天徳寺過去帳によれば、慶長5年（1600年）開基。信濃国筑摩郡木曽福島の長福寺より澤堂智仁禅師を請じて開山とある。
澤堂智仁は木曽義仲の奥方の菩提寺である長福寺の七世で、生涯に10か寺の末寺を開創した名僧として知られている。
承応2年（1653年）10月、木曽山口村の光西寺の閑栖であった雲庵和尚によって天徳寺が建立されたので、雲庵を中興の祖と仰ぎ伝承されている。
寺の過去帳並びに島崎家文書には次のように記されている。
その後宝永4年（1707年）に再建され、正徳3年（1713年）千旦林村 大林寺より本尊を申請入仏供養が行われている。
その時の模様は、
と記され、その盛大さを窺い知ることができる。
天保14年（1843年）に焼失。弘化4年（1847年）寺社奉行に再建を申し出、
嘉永2年（1849年）、十三世高桟祖元の手によって現在地に再建された。
よって高桟祖元を再中興開山と言い伝えている。

### 観音堂
宝暦4年（1754年）に建立されたもので、三間・四間半の方形作りである。
観音菩薩・弘法大師・子安地蔵・庚申尊天・閻魔大王がその内陣に安置されている。

## 関連寺院
- 長福寺 (長野県木曽町)
- 大林寺 (中津川市)
- 光西寺 (中津川市)